# Danh sách lần tẩy chay Thế vận hội
Thế vận hội là một sự kiện thể thao lớn của thế giới. Trên chặng đường lịch sử của nó, đã có 6 kỳ Olympic bị tẩy chay, tất cả đều là Thế vận hội Mùa hè. Lần tẩy chay đầu tiên diễn ra tại Thế vận hội Mùa hè 1936 và lần gần đây nhất tại Thế vận hội Mùa hè 1988. Rhodesia là quốc gia duy nhất từng bị ngăn tham gia đại hội (do các nước châu Phi phản đối nên Ủy ban Olympic Quốc tế đã rút lại lời mời gửi tới nước này).

## Danh sách
| Thế vận hội lần thứ | Năm  | Nước chủ nhà | Thành phố đăng cai | Các nước tẩy chay |
| ------------------- | ---- | ------------ | ------------------ | --- |
| XI                  | 1936 | Đức Quốc xã  | Berlin             | 1. Tây Ban Nha 2. Liên Xô |
| XVI                 | 1956 | Úc           | Melbourne          | 1. Ai Cập 2. Iraq 3. Liban 4. Hà Lan 5. Campuchia 6. Tây Ban Nha 7. Thụy Sĩ 8. Cộng hòa Nhân dân Trung Hoa |
| XVIII               | 1964 | Nhật Bản     | Tokyo              | 1. Bắc Triều Tiên 2. Indonesia 3. Cộng hòa Nhân dân Trung Hoa |
| XXI                 | 1976 | Canada       | Montréal           | 1. Ai Cập 2. Algérie 3. Bénin 4. Cameroon 5. Congo 6. Cộng hòa Trung Phi 7. Ethiopia 8. Gabon 9. Gambia 10. Ghana 11. Guyana 12. Iraq 13. Kenya 14. Libya 15. Lesotho 16. Madagascar 17. Malawi 18. Mali 19. Maroc 20. Miến Điện 21. Niger 22. Nigeria 23. Somalia 24. Sri Lanka 25. Sudan 26. Swaziland 27. Tanzania 28. Tchad 29. Thượng Volta 30. Togo 31. Trung Hoa Dân Quốc 32. Tunisia 33. Uganda 34. Zambia |
| XXII                | 1980 | Liên Xô      | Moskva             | 1. Ai Cập 2. Albania 3. Antigua và Barbuda 4. Antille thuộc Hà Lan 5. Ả Rập Xê Út 6. Argentina 7. Bahamas 8. Bahrain 9. Bangladesh 10. Barbados 11. Belize 12. Bermuda 13. Bolivia 14. Bờ Biển Ngà 15. Canada 16. Trung Phi 17. Chile 18. El Salvador 19. Fiji 20. Gabon 21. Gambia 22. Ghana 23. Haiti 24. Hàn Quốc 25. Hoa Kỳ 26. Honduras 27. Hồng Kông 28. Indonesia 29. Iran 30. Israel 31. Kenya 32. Liberia 33. Liechtenstein 34. Malawi 35. Malaysia 36. Maroc 37. Mauritanie 38. Mauritius 39. Monaco 40. Na Uy 41. Nhật Bản 42. Niger 43. Pakistan 44. Panama 45. Papua New Guinea 46. Paraguay 47. Philippines 48. Qatar 49. Quần đảo Cayman 50. Quần đảo Virgin thuộc Mỹ 51. Singapore 52. Somalia 53. Sudan 54. Suriname 55. Eswatini 56. Tây Đức 57. Tchad 58. Thái Lan 59. Thổ Nhĩ Kỳ 60. Togo 61. Đài Bắc Trung Hoa 62. Trung Quốc 63. Tunisia 64. UAE 65. Uruguay 66. Zaire |
| XXIII               | 1984 | Hoa Kỳ       | Los Angeles        | 1. Liên Xô 2. Bulgaria 3. Đông Đức 4. Mông Cổ 5. Việt Nam 6. Lào 7. Tiệp Khắc 8. Afghanistan 9. Hungary 10. Ba Lan 11. Cuba 12. Nam Yemen 13. Bắc Triều Tiên 14. Ethiopia 15. Angola 16. Albania 17. Iran 18. Burkina Faso 19. Libya |
| XXIV                | 1988 | Hàn Quốc     | Seoul              | 1. Albania 2. Bắc Triều Tiên 3. Cuba 4. Ethiopia 5. Madagascar 6. Nicaragua |